# Coupe de France 1985/86
Het seizoen 1985/86 was het 69e seizoen van de Coupe de France in het voetbal. Het toernooi werd georganiseerd door de Franse voetbalbond.
Dit seizoen namen er 4117 clubs deel (134 meer dan de record deelname uit het vorige seizoen). De competitie ging in de zomer van 1985 van start en eindigde op 30 april 1986 met de finale in het Parc des Princes in Parijs. De finale werd gespeeld tussen Girondins Bordeaux (voor de achtste keer finalist) en recordfinalist Olympique Marseille (voor de dertiende keer finalist). Girondins Bordeaux veroverde voor de tweede keer de beker door Olympique Marseille, na verlenging, met 2-1 te verslaan.
Als bekerwinnaar vertegenwoordigde Girondins Bordeaux Frankrijk in de Europacup II 1986/87.

## Uitslagen

### 1/32 finale
De 20 clubs van de Division 1 kwamen in deze ronde voor het eerst in actie. De wedstrijden werden op 25 en 26 januari gespeeld.
| Winnaar             | Uitslag      | Verliezer              |
| ------------------- | ------------ | ---------------------- |
| Girondins Bordeaux  | 2-0          | Toulouse FC            |
| Olympique Marseille | 3-2          | FC Montauban           |
| Paris Saint-Germain | 2-0          | Cercle Dijon           |
| Stade Rennes        | 5-3          | Amicale Lucé           |
| Tours FC            | 1-0          | Stade Quimper          |
| RC Paris            | 2-0          | INF Vichy              |
| RC Lens             | 3-0          | FCM Garges-les-Gonesse |
| AJ Auxerre          | 3-0          | US Pont-l'Abbé         |
| ECAC Chaumont       | 2-0          | AS Tarentaise          |
| CS Blénod           | 2-0          | FC Châlon              |
| FC Mulhouse         | 2-1 nv       | Stade Reims            |
| FC Rouen            | 4-0          | AS Creil               |
| RC Strasbourg       | 2-1          | AS Nancy               |
| Stade Laval         | 1-0          | Arin Saint-Jean-de-Luz |
| Limoges FC          | 2-2 ns (4-3) | FC Nantes              |
| Brest Armorique     | 3-1          | AEP Bourg-La Roche     |

| Winnaar                        | Uitslag      | Verliezer                    |
| ------------------------------ | ------------ | ---------------------------- |
| Red Star Paris                 | 1-0          | SM Caen                      |
| Indépendante Pont-Saint-Esprit | 0-0 ns (4-2) | CO Le Puy                    |
| Montpellier La Paillade SC     | 2-2 ns (4-3) | Olympique Avignon            |
| Le Havre AC                    | 2-1          | AS Monaco                    |
| AS Évry                        | 1-0          | Sporting Toulon Var          |
| ES Cressé                      | 0-0 ns (3-1) | Olympique Alès en Cévennes   |
| AS Beauvais-Marissel           | 2-1 nv       | AS Strasbourg                |
| FC Sochaux                     | 2-1          | FC Metz                      |
| SEC Bastia                     | 0-0 ns (5-3) | Stade Rodez                  |
| FC Sète                        | 2-0          | AS Aix                       |
| OGC Nice                       | 4-2          | Stade Mont-de-Marsan         |
| AS Moulins                     | 3-1          | SC Abbeville                 |
| CS Meaux                       | 1-0          | SO Chambéry                  |
| SCO Angers                     | 2-0          | GS Saint-Sébastien-sur-Loire |
| US Concarneau                  | 3-2          | US Montagnarde               |
| Lille OSC                      | 2-1 nv       | US Melun                     |

### 1/16 finale
De heenwedstrijden op 14, 15 en 16 februari gespeeld, de terugwedstrijden op 19, 22 en 25 februari.
 * = eerst thuis 
| Winnaar               | Uitslag  | Verliezer                        |
| --------------------- | -------- | -------------------------------- |
| Girondins Bordeaux    | 1-0, 1-0 | Red Star Paris *                 |
| Olympique Marseille   | 0-0, 2-0 | Indépendante Pont-Saint-Esprit * |
| Paris Saint-Germain * | 2-1, 1-1 | Montpellier La Paillade SC       |
| Stade Rennes          | 1-2, 1-0 | Le Havre AC *                    |
| Tours FC              | 0-0, 3-0 | AS Évry *                        |
| RC Paris              | 4-0, 2-0 | ES Cressé *                      |
| RC Lens               | 2-1, 1-1 | AS Beauvais-Marissel *           |
| AJ Auxerre *          | 1-0, 1-0 | FC Sochaux                       |

| Winnaar         | Uitslag  | Verliezer       |
| --------------- | -------- | --------------- |
| ECAC Chaumont   | 1-4, 3-0 | SEC Bastia *    |
| CS Blénod       | 3-0, 0-0 | FC Sète *       |
| FC Mulhouse     | 1-0, 1-1 | OGC Nice *      |
| FC Rouen        | 4-1, 2-0 | AS Moulins *    |
| RC Strasbourg * | 3-0, 1-2 | CS Meaux        |
| Stade Laval *   | 0-0, 2-1 | SCO Angers      |
| Limoges FC      | 1-1, 1-0 | US Concarneau * |
| Brest Armorique | 1-1, 4-2 | Lille OSC *     |

### 1/8 finale
De heenwedstrijden werden op 4 en 11 maart gespeeld, de terugwedstrijden op 18 maart.
 * = eerst thuis 
| Winnaar               | Uitslag  | Verliezer       |
| --------------------- | -------- | --------------- |
| Girondins Bordeaux    | 0-0, 5-0 | ECAC Chaumont * |
| Olympique Marseille * | 3-0, 1-1 | CS Blénod       |
| Paris Saint-Germain   | 1-0, 2-1 | FC Mulhouse *   |
| Stade Rennes          | 1-1, 2-0 | FC Rouen *      |

| Winnaar    | Uitslag  | Verliezer         |
| ---------- | -------- | ----------------- |
| Tours FC   | 0-0, 3-0 | RC Strasbourg *   |
| RC Paris   | 0-1, 3-0 | Stade Laval *     |
| RC Lens    | 4-3, 4-1 | Limoges FC *      |
| AJ Auxerre | 4-2, 1-0 | Brest Armorique * |

### Kwartfinale
De heenwedstrijden werden op 29 februari gespeeld, de terugwedstrijden op 1 en 8 maart.
 * = eerst thuis 
| Winnaar             | Uitslag     | Verliezer    |
| ------------------- | ----------- | ------------ |
| Girondins Bordeaux  | 1-0, 1-0    | Tours FC *   |
| Olympique Marseille | 2-1, 1-1    | RC Paris *   |
| Paris Saint-Germain | 1-2, 2-0    | RC Lens *    |
| Stade Rennes        | 1-1, 2-1 nv | AJ Auxerre * |

### Halve finale
De heenwedstrijden werden op 15 april gespeeld, de terugwedstrijden op 22 april.
 * = eerst thuis 
| Winnaar               | Uitslag  | Verliezer             |
| --------------------- | -------- | --------------------- |
| Girondins Bordeaux    | 1-1, 2-1 | Paris Saint-Germain * |
| Olympique Marseille * | 1-0, 1-1 | Stade Rennes          |

### Finale
|               |                                    |       |                             |                                                                            |
| 30 april 1986 | Girondins Bordeaux                 | 2 – 1 | Olympique Marseille         | Parc des Princes, Parijs Toeschouwers: 45.429 Scheidsrechter: Joël Quiniou |
| 30 april 1986 | Jean Tigana 52' Alain Giresse 117' |       | 45' (pen.) Abdoulaye Diallo | Parc des Princes, Parijs Toeschouwers: 45.429 Scheidsrechter: Joël Quiniou |

1917/18 · 1918/19 · 1919/20 · 1920/21 · 1921/22 · 1922/23 · 1923/24 · 1924/25 · 1925/26 · 1926/27 · 1927/28 · 1928/29 · 1929/30 · 1930/31 · 1931/32 · 1932/33 · 1933/34 · 1934/35 · 1935/36 · 1936/37 · 1937/38 · 1938/39 · 1939/40 · 1940/41 · 1941/42 · 1942/43 · 1943/44 · 1944/45 · 1945/46 · 1946/47 · 1947/48 · 1948/49 · 1949/50 · 1950/51 · 1951/52 · 1952/53 · 1953/54 · 1954/55 · 1955/56 · 1956/57 · 1957/58 · 1958/59 · 1959/60 · 1960/61 · 1961/62 · 1962/63 · 1963/64 · 1964/65 · 1965/66 · 1966/67 · 1967/68 · 1968/69 · 1969/70 · 1970/71 · 1971/72 · 1972/73 · 1973/74 · 1974/75 · 1975/76 · 1976/77 · 1977/78 · 1978/79 · 1979/80 · 1980/81 · 1981/82 · 1982/83 · 1983/84 · 1984/85 · 1985/86 · 1986/87 · 1987/88 · 1988/89 · 1989/90 · 1990/91 · 1991/92 · 1992/93 · 1993/94 · 1994/95 · 1995/96 · 1996/97 · 1997/98 · 1998/99 · 1999/00 · 2000/01 · 2001/02 · 2002/03 · 2003/04 · 2004/05 · 2005/06 · 2006/07 · 2007/08 · 2008/09 · 2009/10 · 2010/11 · 2011/12 · 2012/13 · 2013/14 · 2014/15 · 2015/16 · 2016/17 · 2017/18 · 2018/19 · 2019/20 · 2020/21 · 
2021/22 · 2022/23 · 2023/24 · 2024/25 ·